# 穆克拉姆普尔凯马
穆克拉姆普尔凯马（Mukrampur Khema），是印度北方邦Bijnor县的一个城镇。总人口11127（2001年）。

## 人口
该地2001年总人口11127人，其中男性5846人，女性5281人；0—6岁人口2223人，其中男1181人，女1042人；识字率52.45%，其中男性为57.34%，女性为47.04%。